# Anethoporus leviceps
Anethoporus leviceps är en mångfotingart som först beskrevs av Carl Graf Attems 1950.  Anethoporus leviceps ingår i släktet Anethoporus och familjen Spirostreptidae. Inga underarter finns listade i Catalogue of Life.